# Kniest Township (comté de Carroll, Iowa)
Kniest Township est un township, du comté de Carroll en Iowa, aux États-Unis,.

## Source de la traduction
- (en) Cet article est partiellement ou en totalité issu de l’article de Wikipédia en anglais intitulé « Kniest Township, Carroll County, Iowa » (voir la liste des auteurs).